# Kamila Frątczak
Kamila Frątczak (ur. 25 listopada 1979 w Turku) – polska siatkarka, reprezentantka Polski. Gra na pozycji atakującej. Swoją siatkarską karierę zaczynała w MKS MOS Turek. Kolejnym przystankiem w jej karierze był Kalisz, gdzie spędziła 6 sezonów. Przez następne 3 lata Kamila grała we Włoskich klubach. Jednak nie osiągnęła tam sukcesu i zdecydowała się wrócić do Polski. Z Muszynianką Muszyna zdobyła dwa Mistrzostwa Polski. W 2010 r. zakończyła karierę.

## Kariera sportowa

### Kluby
- MKS MOS Turek (wychowanka) — do 1995/96
- Augusto Kalisz — 1996/97–1998/1999
- Calisia Kalisz — 1999/2000–2001/2002
- Winiary Kalisz — 2002/2003–2003/2004
- Modena Volley — 2004/2005
- Priamidea.Com Tortoli — 2005/2006
- Europea 92 Isernia — 2006/2007
- Muszynianka Fakro Muszyna — 2007/2008
- Muszynianka Fakro Muszyna — 2008/2009

## Osiągnięcia klubowe
- Sezon 1997/1998 - Puchar Polski,  Złoty medal Mistrzostw Polski
- Sezon 1998/1999 - Puchar Polski,  Srebrny medal Mistrzostw Polski
- Sezon 2000/2001 -  Brązowy medal Mistrzostw Polski
- Sezon 2002/2003 -  Brązowy medal Mistrzostw Polski
- Sezon 2003/2004 -  Srebrny medal Mistrzostw Polski
- Sezon 2007/2008 -  Złoty medal Mistrzostw Polski
- Sezon 2008/2009 -  Złoty medal Mistrzostw Polski